# خانم‌آباد (کامیاران)
خانم‌آباد (کامیاران)، روستایی از توابع بخش مرکزی شهرستان کامیاران در استان کردستان ایران است.

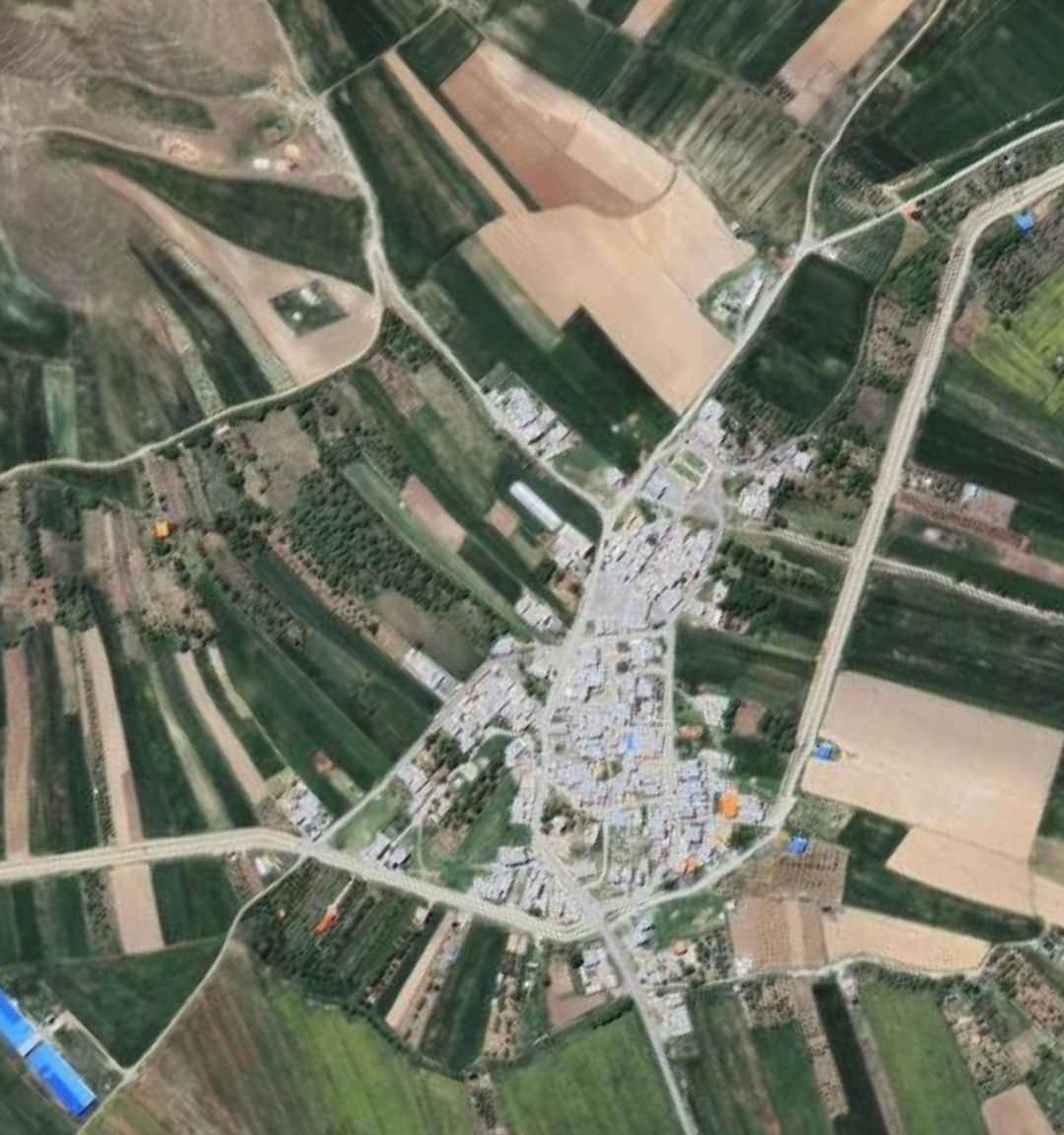
روستای خانم اباد در ۱۴۰۳

## جمعیت
این روستا در دهستان بیلوار قرار دارد و براساس سرشماری مرکز آمار ایران در سال ۱۳۸۵، جمعیت آن ۳۹۵ نفر (۹۲خانوار) بوده‌است.

## شغل
شغل اصلی مردن روستا کشاورزی و دامداری است.